# Il curioso del suo proprio danno
Il curioso del suo proprio danno és una òpera en tres actes composta per Niccolò Piccinni sobre un llibret italià d'Antonio Palomba, basat en Don Quixot de La Manxa de Cervantes. S'estrenà al Teatro Nuovo de Nàpols el carnestoltes de 1755 o 1756.
A Catalunya s'estrenà el 25 de desembre de 1762 al Teatre de la Santa Creu de Barcelona.